# MS Silja Serenade
Az MS Silja Serenade az észt Tallink társaság komphajója, amely finn lobogó alatt közlekedik. A hajó illetékességi kikötője Mariehamn. A hajó Helsinki és Stockholm között közlekedik Marienhamnon keresztül. Építését 1989 májusában kezdték a turkui Masa-Yards hajógyárban, majd novemberben bocsátották vízre. Egy évvel később, 1990 novemberében állt szolgálatba. 1990–1991 között a világ legnagyobb komphajója volt.